# Al-Junaynah
Al-Junaynah (ook bekend als El Geneina) is een stad in Soedan en is de hoofdplaats van de staat Gharb-Darfur, die hoofdzakelijk bewoond wordt door de Masalit. Al-Junaynah telt naar schatting 178.000 inwoners.

## Hydrografie
De stad ligt aan de rivier de Wadi Kadja.